# Friends (album d'Erina Mano)
Pour les articles homonymes, voir Friends (homonymie).
Albums de Erina Mano
More Friends
(2010)
Singles
Friends (écrit en majuscules FRIENDS ; « Amis » en anglais) est le premier album de la chanteuse japonaise Erina Mano (真野恵里菜), sorti en 2009.

## Présentation
Sorti le 16 décembre 2009 au Japon sous le label hachama, dans le cadre du Hello! Project, l'album est produit par Taisei (たいせい), ancien membre du groupe Sharam Q, et atteint la 33e place du classement Oricon. Il sort également en édition limitée avec une pochette différente et un DVD en supplément.
Il contient les chansons-titres des sept premiers singles de la chanteuse sortis précédemment, dont les trois premiers en "indépendant" en 2008 : Manopiano, Lucky Aura, et Lalala-Sososo, et les suivants en "major" en 2009 : Otome no Inori, Hajimete no Keiken, Sekai wa Summer Party, et Kono Mune no Tokimeki wo. Seule la première d'entre elles, Manopiano, a été ré-enregistrée pour l'album.

## Titres
CD
Toutes les paroles sont écrites par Yoshiko Miura (sauf titre N°12 par KAN).
| No  | Titre                                                 | Musique | Durée |
| --- | ----------------------------------------------------- | ------- | ----- |
| 1.  | Otome no Inori (乙女の祈り)                           | KAN     | 04:55 |
| 2.  | Osozaki Musume (OSOZAKI 娘)                           | Hatake  | 03:58 |
| 3.  | Sekai wa Summer Party (世界は サマー・パーティ)       | KAN     | 04:14 |
| 4.  | Itsumo Itsudemo (いつもいつでも)                      | Taisei  | 04:06 |
| 5.  | Lalala-Sososo (ラララ-ソソソ)                         | KAN     | 03:59 |
| 6.  | Hajimete no Keiken (はじめての経験)                   | KAN     | 03:54 |
| 7.  | Lucky Aura (ラッキーオーラ)                           | KAN     | 04:58 |
| 8.  | Santa no Saxophone (サンタのサキソフォン)             | Taisei  | 03:50 |
| 9.  | Kono Mune no Tokimeki wo (この胸のときめきを)         | Hatake  | 03:57 |
| 10. | Matsuge no Saki ni Kimi ga Iru (まつげの先に君がいる) | Hatake  | 04:32 |
| 11. | Oyasuminasai (おやすみなさい)                         | Hatake  | 04:56 |
| 12. | Manopiano (Album ver.) (マノピアノ (Album ver.))      | KAN     | 03:56 |

DVD de l'édition limitée
1. Manoeri History (まのえりHISTORY?)

## Production
(sur certains titres seulement)
- KAN (かん?) - Programmation / Musique / Paroles
- Taisei (たいせい?) - Programmation / Piano / Percussions
- Yasuo Asai (朝井泰生?) - Programmation / Guitare
- Satoshi Takahashi Ichi (高橋諭一?) - Programmation / Guitare acoustique / Chœurs
- Hachi Sekiguchi-gen (関口源八?) - Percussions
- Seisoku Suzuki (鈴木正則?) - Trompette
- Yoshinari Take-jō (竹上良成?) - Saxophone
- Atsuko Inaba (稲葉貴子?) - Chœurs
- Ochiai Yūko (落合夕子?) - Chœurs
- Atsushi Shindō (新堂敦士?) - Chœurs
- S/mileage (スマイレージ?) - Chœurs
- Kaori Nishina (仁科かおり?) - Chœurs
- Yoshiko Miura (三浦徳子?) - Paroles
- Hatake (畠山俊昭?) - Musique
- Solaya (ソラヤ?) - Programmation
- Yūgo Sasakura (佐々倉有吾?) - Programmation